# Oxysarcodexia injuncta
Oxysarcodexia injuncta är en tvåvingeart som först beskrevs av Walker 1858.  Oxysarcodexia injuncta ingår i släktet Oxysarcodexia och familjen köttflugor. Inga underarter finns listade i Catalogue of Life.